# Villa des Falaises
La villa des Falaises est une voie du 20e arrondissement de Paris, en France.

## Situation et accès
La villa des Falaises est une voie située dans le 20e arrondissement de Paris. Elle débute au 68, rue de la Py et se termine en impasse.

## Origine du nom

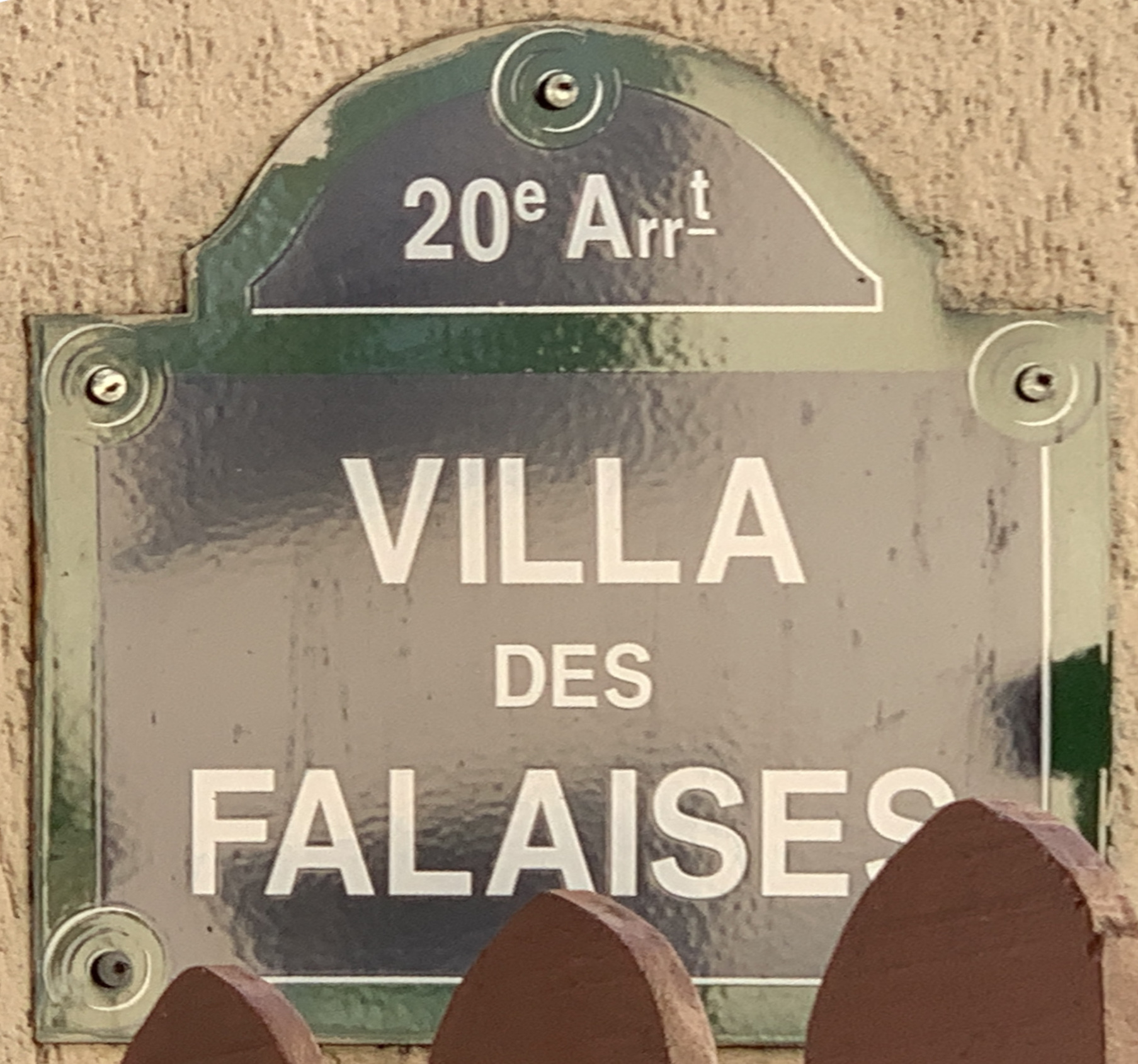
Plaque de la rue.

Elle porte le nom d'un lieu-dit rappelant la proximité d'anciennes carrières.

## Historique
Cet ancien chemin, existant au début du XIXe siècle et situé jusqu'en 1860 sur le territoire de l'ancienne commune de Charonne, desservait des carrières.